# Bill Lyndon
Bill Lyndon (ur. 30 stycznia 1964 w Melbourne) – australijski trójboista siłowy i strongman.
Jeden z najlepszych australijskich strongmanów w historii tego sportu. Pięciokrotny Mistrz Australii Strongman.

## Życiorys
Bill Lyndon zadebiutował jako siłacz w 1993 r.
Wziął udział w indywidualnych Mistrzostwach Świata Strongman 1994, Mistrzostwach Świata Strongman 1996, Mistrzostwach Świata Strongman 1997 i Mistrzostwach Świata Strongman 1998, jednak nigdy nie zakwalifikował się do finałów.
Zakończył już karierę siłacza. Zajmuje się promocją sportu strongman w Australii.
Wymiary:
- wzrost 190 cm
- waga 140 - 150 kg
- biceps 52 cm
- udo 79 cm
- klatka piersiowa 150 cm

Rekordy życiowe:
- przysiad 365 kg
- wyciskanie 255 kg
- martwy ciąg 360 kg

## Osiągnięcia strongman
- 1993
  - 1. miejsce - Mistrzostwa Australii Strongman
- 1994
  - 1. miejsce - Mistrzostwa Australii Strongman
- 1996
  - 1. miejsce - Mistrzostwa Australii Strongman
- 1997
  - 1. miejsce - Mistrzostwa Australii Strongman
- 1998
  - 1. miejsce - Mistrzostwa Australii Strongman
- 2001
  - 4. miejsce - Drużynowe Mistrzostwa Świata Par Strongman 2001